# (13) Egeria
(13) Egeria – jedna z większych planetoid z pasa głównego.

## Odkrycie
Planetoida została odkryta 2 listopada 1850 roku w Neapolu przez Annibale’a de Gasparisa. Jej nazwa pochodzi od Egerii, nimfy wodnej z mitologii rzymskiej.

## Orbita
Orbita (13) Egerii jest nachylona do płaszczyzny ekliptyki pod kątem 16,53°. Na jeden obieg wokół Słońca ciało to potrzebuje 4 lat i 51 dni, krążąc w średniej odległości 2,58 au od Słońca. Średnia prędkość orbitalna tej asteroidy to ok. 18,52 km/s.

## Właściwości fizyczne
(13) Egeria ma średnicę ok. 202 km. Jej albedo szacowane jest na 0,087 lub około 0,05, a jasność absolutna wynosi około 6,91m. Średnia temperatura na jej powierzchni sięga 174–178 K. Egeria zalicza się do planetoid węglowych typu G.